# Richard Sammel
Richard Sammel est un acteur allemand né le 13 octobre 1960 à Heidelberg.
Son physique et son regard facilement froid l'ont conduit à régulièrement interpréter des personnages de nazis, comme dans OSS 117 : Le Caire, nid d'espions, Inglourious Basterds, la série Un village français ou la série The Strain.

## Biographie
Richard Sammel a étudié la musique et le théâtre à Hildesheim, puis la réalisation à Aix-en-Provence. Il a suivi l'enseignement du mime Isaac Alvarez. Il a été formé au Duse International Studio de Francesca de Sapio à Rome, puis à Paris. Il parle couramment le français, ce qui lui vaut de tourner fréquemment en France, par exemple le méchant de Taxi ou d‘OSS 117 : Le Caire, nid d'espions.
Sa nationalité et son physique font qu'il a joué dans plusieurs films ou séries télévisées se déroulant sous la Seconde Guerre mondiale : La Bicyclette bleue, Jean Moulin, Laissez-passer, Inglourious Basterds, Un village français, Company of Heroes… Il a également tourné en Italie (La vie est belle) et en Grande-Bretagne (Casino Royale).
Télérama écrit : « L'acteur allemand a joué les nazis dans vingt-deux films ou téléfilms, et il aimerait bien tomber l'uniforme,
. »
Richard Sammel parle cinq langues : allemand (langue maternelle), anglais (couramment), français (couramment), italien (couramment) et possède de bonnes connaissances d'espagnol.

## Filmographie

### Cinéma
- 1991 : La Secte (La Setta) de Michele Soavi : le chauffeur.
- 1991 : Le Puits (court métrage) : un soldat, infirmier allemand.
- 1992 : Il piacere delle carni de Barbara Barni
- 1994 : Klon de Lino Del Fra
- 1993 : Caccia alle mosche de Angelo Longoni : Riccardo
- 1995 : Les Misérables de Claude Lelouch : le caporal allemand du Jura
- 1995 : Le Hussard sur le toit de Jean-Paul Rappeneau : Franz
- 1996 : Anna Oz d'Éric Rochant : l'inconnu
- 1997 : La vie est belle de Roberto Benigni : le lieutenant à la gare
- 1998 : Taxi de Gérard Pirès : le chef du gang allemand
- 2000 : The sky will fall d'Antonio Frazzi
- 2000 : Les Larmes d'un homme de Sally Potter : le pianiste
- 2002 : Laissez-passer de Bertrand Tavernier : Richard Pottier
- 2002 : Nid de guêpes de Florent Emilio-Siri : Winfried
- 2003 : Wolfpack, de Jean-Marc Vincent (Court-métrage)
- 2005 : Un ami parfait de Francis Girod : Fleischer
- 2005 : Zeppelin ! de Gordian Maugg
- 2006 : OSS 117 : Le Caire, nid d'espions de Michel Hazanavicius : Moeller
- 2006 : Les Fragments d'Antonin de Gabriel Le Bomin : Jürgen
- 2006 : Casino Royale de Martin Campbell : Adolph Gettler
- 2008 : Colpo d'occhio de Sergio Rubini : Svensson
- 2009 : Lady Blood de Jean-Marc Vincent : Henri Latour
- 2009 : Phantom Pain de Matthias Emcke : le médecin-chef
- 2009 : Inglourious Basterds de Quentin Tarantino : Sergent Rachtman
- 2009 : Lila, Lila de Alain Gsponer : Riegler
- 2009 : This Is Love de Matthias Glasner : le chef
- 2010 : Sniper: Reloaded de Claudio Fäh (en) : Colonel Hans Jaeger
- 2011 : Pariser Platz - Berlin de Ivo Trajkov : Alexander
- 2012 : Treto poluvreme de Darko Mitrevski : Spitz
- 2012 : L'Œil de l'astronome de Stan Neumann : Burgi
- 2012 : Company of Heroes de Don Michael Paul : le colonel Beimler
- 2013 : A Estrada 47 de Vicente Ferraz : capitaine Mayer
- 2013 : Win Win de Claudio Tonetti : brigadier Fischer
- 2013 : Des gens qui s'embrassent de Danièle Thompson : monsieur Künze
- 2013 : La Grande Boucle de Laurent Tuel : Müller
- 2014 : The Borderland de Mathieu Weschler : Greenberg
- 2014 : 3 Days to Kill de McG : Le loup
- 2014 : La Belle et la Bête de Christophe Gans : le tenancier
- 2014 : Colt 45 de Fabrice Du Welz : Major
- 2014 : Tiens-toi droite de Katia Lewkowicz : Benoît
- 2015 : Un séminaire mortel (Outside the Box) de Philip Koch : Sergent Mallach
- 2016 : Les Confessions (Le confessioni) de Roberto Andò : ministre allemand
- 2018 : De Dirigent de Maria Peters : Karl Muck
- 2019 : Baumbacher Syndrome de Gregory Kirchhoff : Bruno Frik
- 2021 : Spencer de Pablo Larrain : Philip Mountbatten
- 2022 : Neneh Superstar de Ramzi Ben Sliman : Victor Max
- 2023 : L'ordine del tempo de Liliana Cavani : Viktor

### Télévision
- 1994 : La Mondaine, épisode La belle de Varsovie : Kaminski
- 1996 : La Poupée qui tue de Bruno Gantillon
- 1996 : Dans un grand vent de fleurs de Gérard Vergez
- 1996 : Les Alsaciens ou les Deux Mathilde de Michel Favart : Ernst
- 1997 : Quai n°1, épisode Marie Gare : Weiss
- 1998 : L'Enfant des Terres blondes d'Édouard Niermans : Un soldat
- 1999 : Premier de cordée d'Édouard Niermans : L'allemand
- 2000 : Rex, chien flic, épisode Das Millionenpferd : Johann Sedlacek
- 2000 : Le Sommet de la vengeance de Wolfgang Dickermann
- 2000 : La Bicyclette bleue de Thierry Binisti :  Otto Kramer
- 2001 : Largo Winch, épisode Le souffle du passé : Vladimir Ilityitch Zoltak
- 2002 : Ich gehöre dir de Holger Barthel : Pfarrer
- 2002 : La Victoire des vaincus de Nicolas Picard : le capitaine allemand
- 2002 : Jean Moulin d'Yves Boisset : Klaus Barbie
- 2002 : Medicopter, épisode Prisonniers du labyrinthe : Félix
- 2002 : Andreas Hofer de Xaver Schwarzenberger
- 2004 : Princesse Marie de Benoît Jacquot : Officier SS
- 2004 : Feuer in der nacht de Kai Wessel : Herr Kramer
- 2004 : Le cinque giornate di Milano de Carlo Lizzani : Weber
- 2005 : Léa Parker, épisode Copie conforme : Le chirurgien
- 2007 : Le bonheur en quelques clics de Josh Broecker : Dr. Wolfgang Leidinger
- 2007 : L'Affaire Sacha Guitry de Fabrice Cazeneuve : Général Turner
- 2007 : Chez Maupassant : Deux amis de Gérard Jourd'hui : L'officier allemand
- 2008 : L'amour en grand de Wilhem Engelhardt : Rainer
- 2008 : Ett enklare liv de Marcus Olsson : Schulman
- 2008 : Il commissario De Luca, épisode Indagine non autorizzata : Silvestri
- 2008 : La Femme tranquille de Thierry Binisti : Hans
- 2009 : Der Kriminalist, épisode Die Kronzeugin : Peter Klaaßen
- 2009 : Joséphine, ange gardien, épisode Joséphine fait de la résistance : Officier de Berlin
- 2009-2017 : Un village français (série) : Heinrich Müller
- 2010 : Le dossier secret de Zoltan Spirandelli : Cossiga
- 2010 : Un amour sous couverture de Franziska Meyer Price : SK Omega
- 2010 : Tatort, épisode Am Ende des Tages : TP Placeholder
- 2010-2012 : Interpol (série) : Schwartz
- 2011 : Chez Maupassant : Boule de Suif de Philippe Bérenger : L'officier prussien
- 2012 : Allein gegen die Zeit de Andreas Morell : Alexander Legard
- 2013 : Les Mains de Roxana de Philippe Setbon : Joachim Berger
- 2014-2017 : The Strain de Guillermo del Toro (série) : Thomas Eichorst
- 2019 : Le Nom de la rose de Giacomo Battiato (mini-série) : Malachie de Hildesheim
- 2020 : Le dernier mot (série Netflix) : Raphaël Cornet
- 2020 : Peacemaker (série) : Theo Slobo
- 2020 : The Head (mini-série) : Erik Osterland
- 2020 : César Wagner, épisode Sang et eaux : Juge Vladimir Mirceanu
- 2021 : La Corde de Dominique Rocher : Bernhardt Mueller
- 2022 : Faking Hitler, l'arnaque du siècle (série) :  Rudolph Michaelis
- 2022 : That Dirty Black Bag (série) : Morrison
- 2023 : Toute la lumière que nous ne pouvons voir : Dr. Hauptmann
- 2024 : Lex Africana, mini-série de Lewis Martin : Olaf Friedrich
- 2025 : Andor : Carro Rylanz (saison 2)
- 2025 : Un jour meilleur (A Better Place) (série) : Klaus Bäumer

### Court-métrage

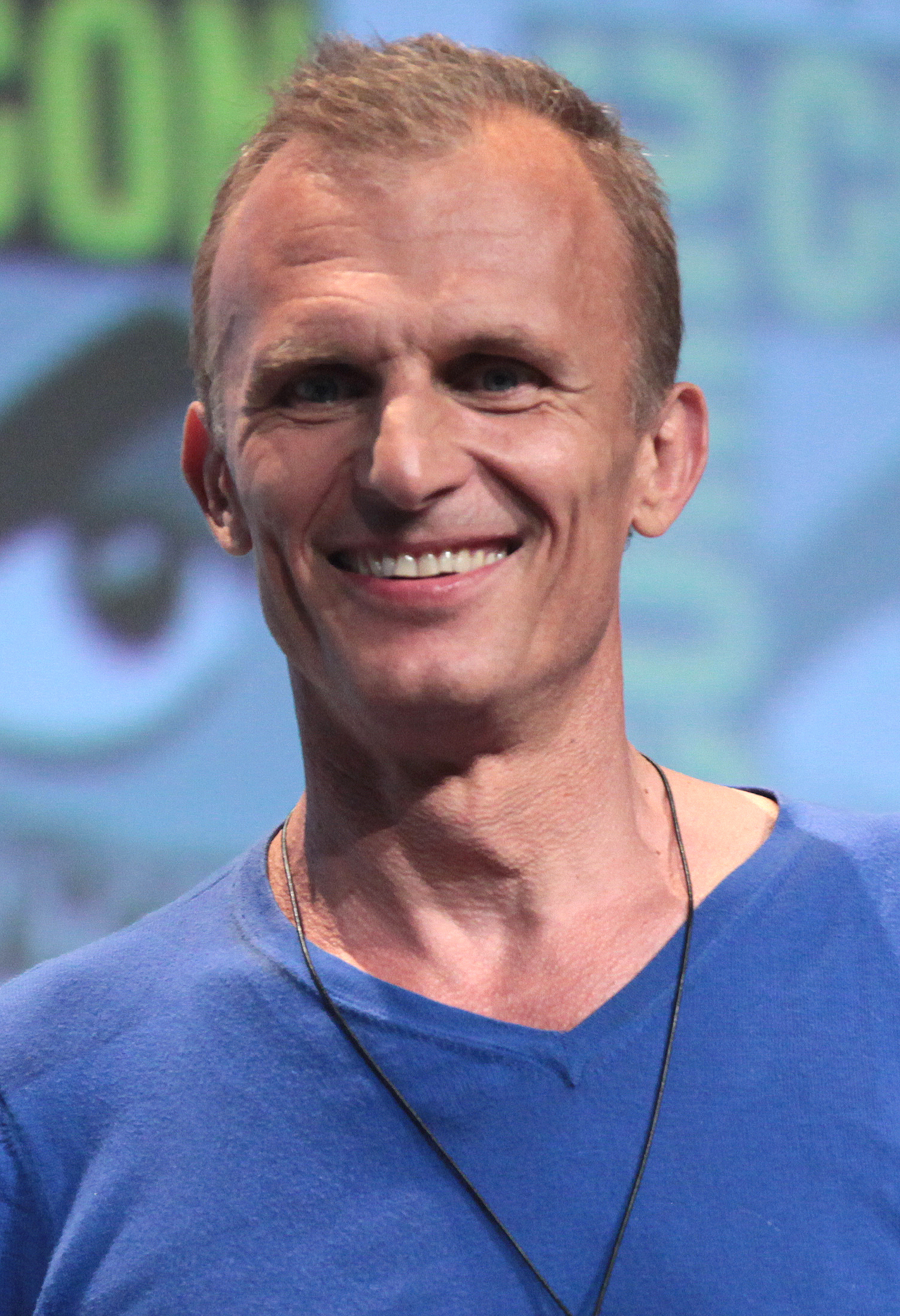

- 2020 : Überstar : Richard Sammel

### Radio
- 2021 : Jean Cocteau et Jean Marais, le couple terrible de l'Occupation réalisée par Pascal Deux (54 minutes) avec Christophe Odent (Jean Cocteau), Thibault Lacroix (Jean Marais), Richard Sammel (Arno Beker), Joachim Salinger (Alain Laubreaux)[3].

## Doublage

### Cinéma
Richard Sammel assure sa post-synchronisation dans la plupart des films ou séries étrangères dans lesquels il joue.
- 1994 : Les Quatre Filles du docteur March : le professeur Friedrich Bhaer (Gabriel Byrne)
- 1999 : Vers Tombouctou : L’Afrique des explorateurs de Jean-Claude Lubtchansky (voix off)
- 2006 : Da Vinci Code : Andre Vernet (Jürgen Prochnow)
- 2008 : Hellboy 2 : Johann Kraus (Seth MacFarlane) (voix)
- 2011 : Sans identité : Dr Farge (Karl Markovics)
- 2015 : Agents très spéciaux : Code UNCLE : Udo Teller (Christian Berkel)
- 2019 : The Laundromat : L'Affaire des Panama Papers : Jürgen Mossack (Gary Oldman)

### Jeux vidéo
- 2003 : Indiana Jones et le Tombeau de l'empereur : soldat 1, agent 1

### Distinctions

#### Récompenses
- CinEuphoria 2010 : Meilleure distribution pour Inglourious Basterds[4]

#### Nominations
- Saturn Awards 2015 : Meilleur acteur de télévision dans un second rôle pour The Strain

## Théâtre (sélection)
- 1985 : Taches de Rêves, mise en scène collective Cie l'Etoile d'Araignée, festival off d'Avignon
- 1991 : Le Misanthrope ou l'Atrabilaire amoureux de Molière, mise en scène Francis Azemat
- 1995 : Petites tragédies d'Alexandre Pouchkine, mise en scène Anton Kouznetsov, théâtre de l'Odéon
- 1996 : Ne tue ton père qu'à bon escient de Gilbert Lely, mise en scène Christian Rist, Festival d'Avignon
- 1996 : Chambre obscure de Vladimir Nabokov, mise en scène Anton Kouznetsov, théâtre de l'Odéon
- 1998 : Un Faust de Goethe, mise en scène Jean-François Peyret, MC Bobigny
- 2000 : Morituri de Philippe Malone, mise en scène Maria Cristina Mastrangeli, La Cartoucherie
- 2003 : Médée de Sénèque, mise en scène Graziella Delerm, théâtre Berthelot Montreuil
- 2004 : La Mouette de Tchekhov, mise en scène Francis Azemat
- 2005 : J'aime ce pays de Peter Turrini, mise en scène Eva Doumbia, théâtre du Rond-Point
- 2007 : À la vie ! de Jean-Louis Milesi, mise en scène Pierre-Loup Rajot, théâtre Mouffetard
- 2018 : Le Bal écrit et mis en scène Jeanne Frenkel et Cosme Castro, La comète ! théâtre Le Monfort
- 2021 : Georges Sauve le Monde écrit et mis en scène par Jeanne Frenkel et Cosme Castro, La comète ! Au Théâtre Le Monfort
- 2022 : La Mort heureuse d'Albert Camus, mise en scène Stéphane Olivié-Bisson, Théâtre du Chêne noir - reprise en 2025 à La Fabrica au festival off d'Avignon